# Záskalský potok
Záskalský potok je malý vodní tok v okrese Žďár nad Sázavou.

## Průběh toku
Počátek toku Záskalského potoka se nachází v obci Čtyři Dvory a je jím výtok z meliorační roury v nejnižším bodu cesty vedoucí z obce do zdejšího zemědělského areálu na severozápadním svahu Švábova kopce. Dříve potok do obce přitékal od východu z mělkého údolí. Trasu jeho původního toku lze sledovat podle revizních šachet potrubí. Rybník, nacházející se v sedle asi 700 metrů východně od obce ale s potokem nemá nic společného, jeho vody jsou odváděny taktéž potrubím opačným směrem do říčky Hodonínky.
Záhy po svém vzniku přijímá potok zprava vodoteč, která do něj přivádí přebytečnou vodu z nedaleké vodárny. Před soutokem se na ní nachází velká požární nádrž využívaná ke koupání. Po opuštění prostoru vesnice potok vtéká do hluboce zaříznutého zalesněného údolí a jeho tok sleduje silnice Čtyři Dvory – Švařec. V závěru toku les ze dna údolí poněkud ustupuje a potok napájí dvojici malých rybníků. Ve švařecké místní části Záskalí, která dala potoku jméno, podtéká silnici II/387 a bezprostředně poté se zleva vlévá do řeky Svratky.